# Operação Hígia

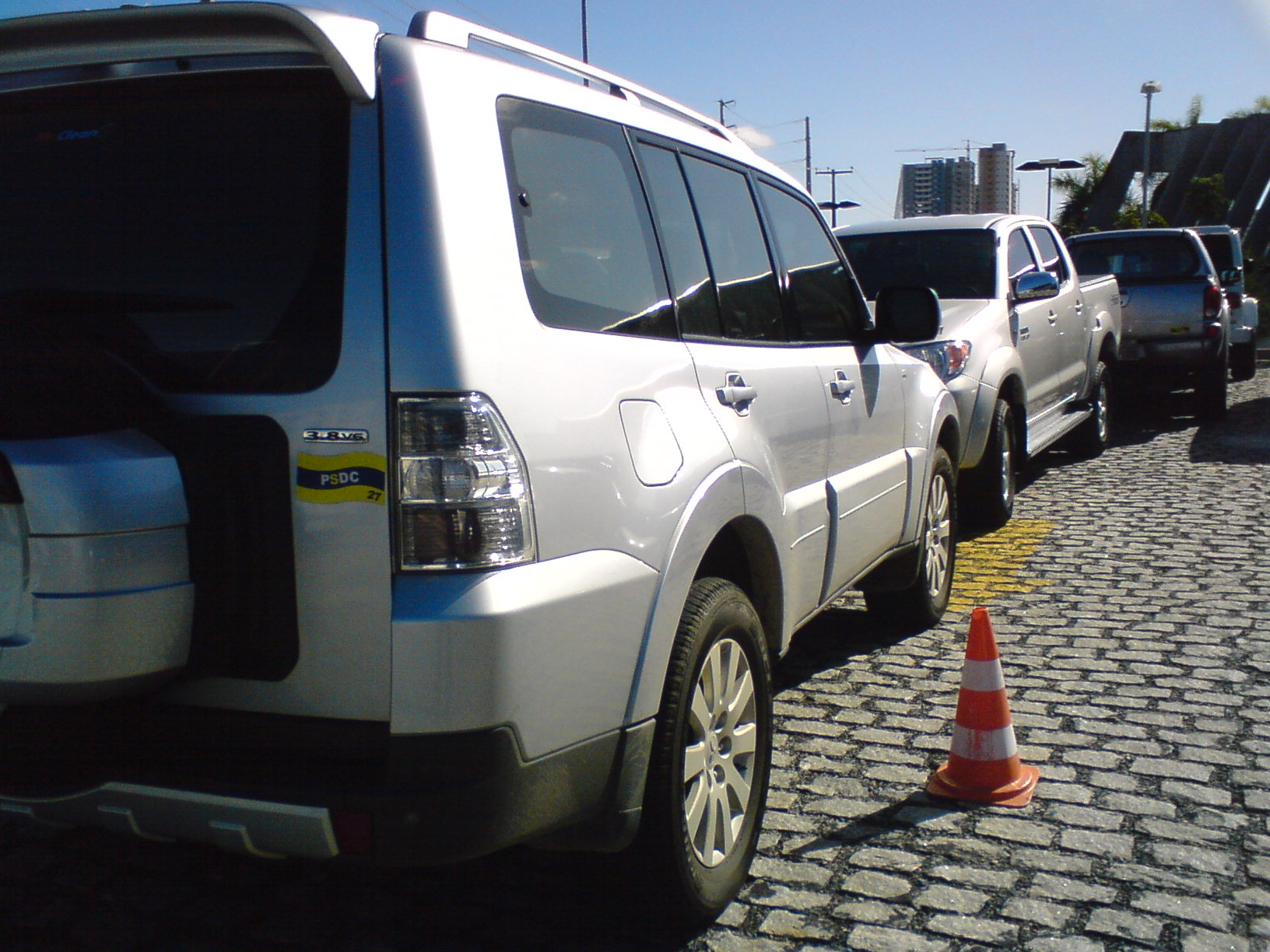
Veículos apreendidos, estacionados no pátio da Superintendência da Polícia Federal em Natal.

Operação Hígia foi uma operação da Polícia Federal deflagrada a sexta-feira do dia 13 de junho de 2008, na cidade de Natal e, em menor escala, na cidade de João Pessoa. A operação cumpriu mais de 40 mandados de busca e apreensão e 13 mandados de prisão. Entre os presos, encontrava-se o filho da então governadora do estado do Rio Grande do Norte, Wilma de Faria, além de funcionários públicos. O escândalo teve repercussão nacional.
Ao tomar conhecimento da prisão do filho, a governadora passou mal e precisou de socorro médico. No mesmo dia, a cúpula do governo se reuniu para discutir a crise instaurada pelo escândalo. Na segunda-feira, 16 de junho, a governadora afirmou que acredita na inocência do filho e que a prisão foi "desnecessária", pois ele tem residência fixa e "não se negaria a prestar esclarecimentos."

## Investigações
A Operação Hígia é resultado de uma ramificação de outra investigação. Foi descoberto um esquema de facilitação em licitações, onde umas poucas empresas sempre saíam vencedoras e assinavam contratos superfaturados, com participação de funcionários públicos do próprio governo do estado. Entre esses funcionários, estava Lauro Maia, filho da então governadora do estado, Wilma de Faria — à data do evento, Lauro Maia trabalhava como assessor parlamentar no gabinete do pai, o deputado estadual Lavoisier Maia. Segundo cálculos da Polícia Federal, os desvios de dinheiro público chegaram a R$ 36 milhões.
O nome de Hígia, a deusa da limpeza na Mitologia Grega, está relacionado ao fato de as empresas serem principalmente da área que presta serviços de limpeza ao governo do estado do Rio Grande do Norte.

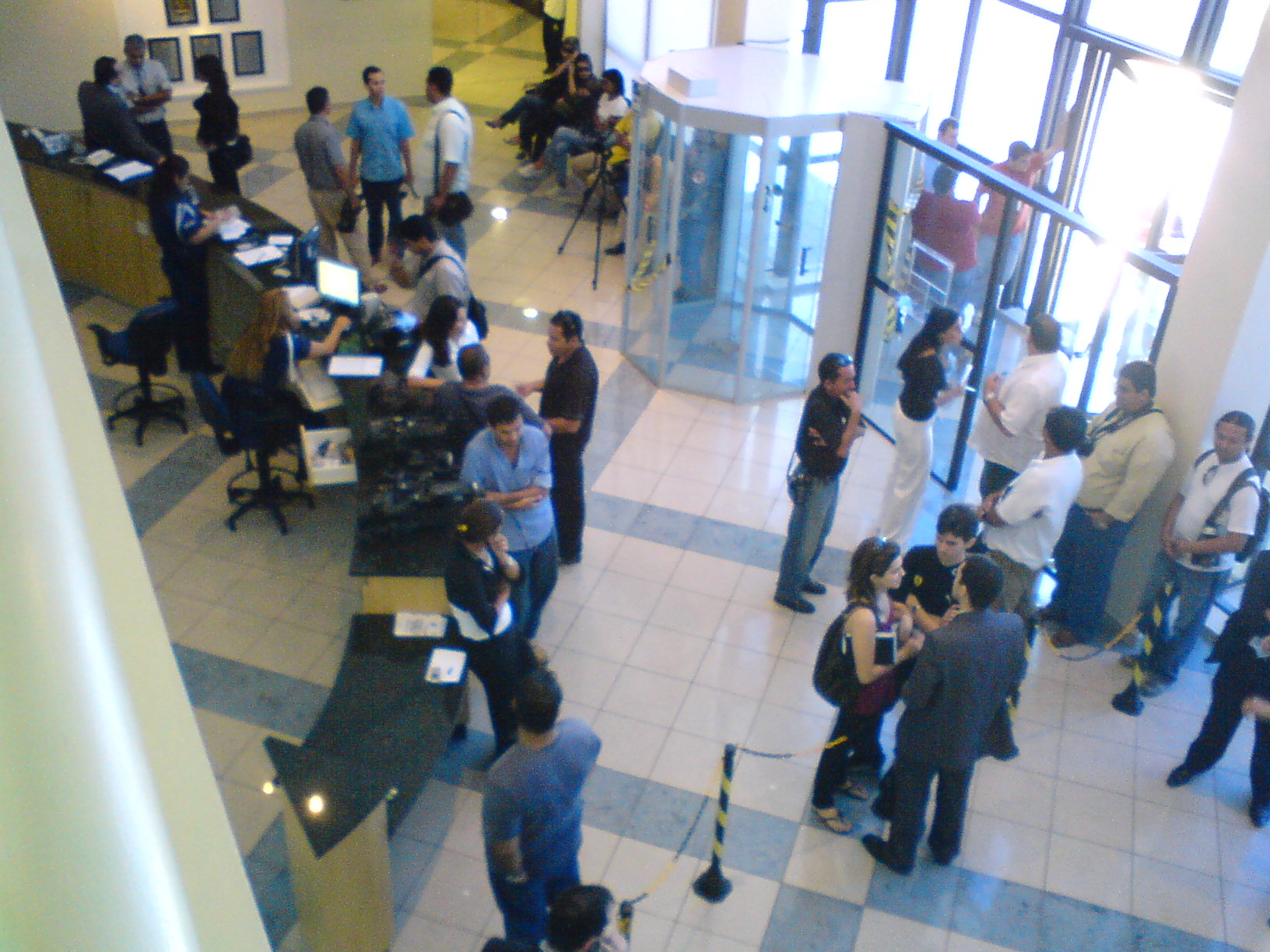
Saguão da Superintendência da Polícia Federal em Natal com grande movimentação de repórteres aguardando a libertação dos presos.

### Detidos
A lista de presos na operação é a seguinte:
- Lauro Maia — filho da então governadora Wilma de Faria;
- Rosa Maria de Apresentação Figueiredo Caldas Câmara — procuradora estadual;
- Maria Eleonora Lopes de Albuquerque Castim — diretora financeira da Secretaria da Saúde e esposa do secretário de Segurança Pública do estado, Carlos Castim;
- João Henrique Alves Lins Bahia — secretário-adjunto de esportes;
- Jane Alves de Oliveira — ex-candidata à vereadora em Natal;
- Mauro Bezerra — empresário;
- Luciano de Souza — funcionário da empresa de Mauro Bezerra;
- Francenildo Rodrigues Castro — servidor da Procuradoria Geral do estado;
- Herbert Florentino Gabriel — empresário;
- Anderson Miguel da Silva — empresário;
- Marco Antônio França;
- Francisco Alves de Souza;
- Ulisses Fernandes de Barros.

No dia 18 de junho, a pedido da Polícia Federal, a Justiça prorrogou a prisão por mais cinco dias dos quatro primeiros desta lista, além dos dois empresários. Entretanto, os advogados dos presos conseguiram, por meio de habeas corpus, libertá-los no início da tarde do dia 19 de junho de 2008.
Dois anos depois da operação, a investigação ainda continuava e depoimentos ainda eram tomados.

### Queima de arquivo
Em 1 de junho de 2011, o advogado e empresário Anderson Miguel, réu e delator no processo, foi executado dentro de seu escritório, em Natal. Um homem chegou se apresentando como cliente, entrou na sala de Anderson, deu cinco tiros em direção à cabeça dele e depois fugiu. Um suspeito foi localizado e detido poucas horas depois, sendo em seguida liberado.
Um mês depois do assassinato, as investigações da Polícia Federal e da Delegacia de Homicídios (Dehom) não haviam apontado nenhum suspeito.